# Dějiny Filipín

Státní znak Filipínské republiky

Dějiny Filipín jsou dějinami území současné Filipínské republiky. Před španělskou kolonizací v 16. století se na souostroví, na němž se tato republika dnes nachází, nezformoval žádný silnější stát. Kolonie byla řízena ze zámoří a dlouho byla značně zaostalá. Úspěšné bylo ovšem pokřesťanštění, které Filipínce oddělilo od jiných národů v oblasti, které jsou buď muslimské, hinduistické, nebo buddhistické. Ve druhé polovině 19. století však Španělé přišli s řadou modernizačních projektů, které z Filipín učinily jeden z nejrozvinutějších států v oblasti. Na konci 19. století vzniklo hnutí za nezávislost. Roku 1896 vypukla národní revoluce, které se shodou okolností dostalo podpory Spojených států (tehdy zrovna se Španělskem válčících). Nakonec se ale Američané rozhodli území rovněž kolonizovat, což vedlo ke krvavé válce s Filipínci, v nichž dva osvobozenecké boje vytvořily silné národní vědomí.
Nezávislost země získala až roku 1946. Vliv USA však zůstal silný. Země byla demokratickou, ale roku 1972 ji v diktaturu proměnil Ferdinand Marcos. Demokracie byla obnovena roku 1986, avšak byla často ohrožována pokusy o vojenské puče. Trvalým problémem je také separatismus muslimů na ostrově Mindanao.

## Raná historie

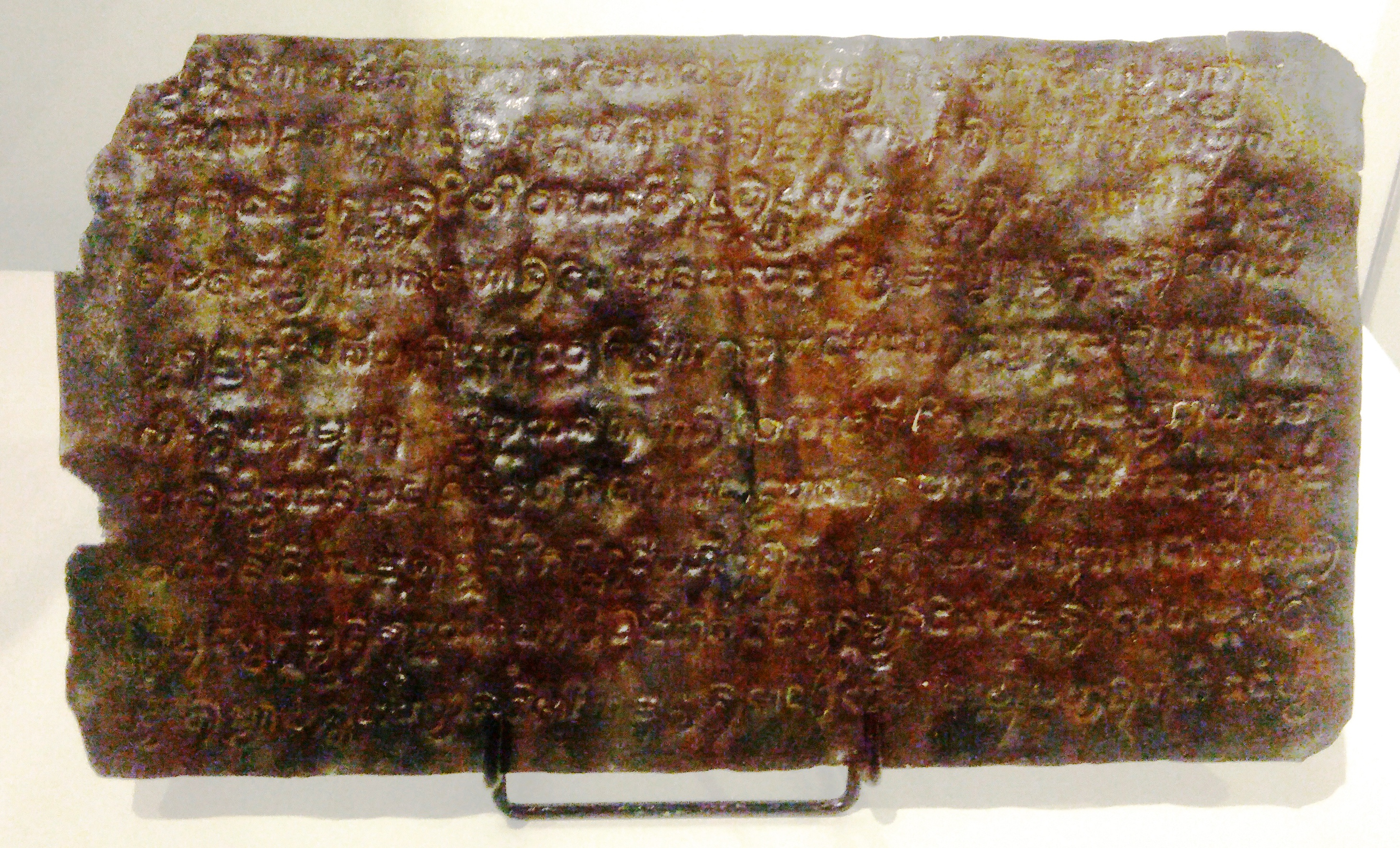
Destička z roku 900 s nejstarším textem na Filipínách

Nejstarší stopy po lidském osídlení pocházejí z jeskyně Callao na ostrově Luzon, jsou datovány do období 65 000 let př. n. l. Původní obyvatelé byli ovšem vytlačeni dvěma velkými migračními vlnami. Nejprve se na Filipíny přesunuli Negritové a později Austronésané, kteří přišli z ostrova Tchaj-wan. Příchod lidí mluvících austronéskými jazyky se předpokládá kolem roku 4000 př. n. l. Okolo roku 100 př. n. l. je patrná již značná stratifikace společnosti a dosti odlišný způsob života jednotlivých kmenů. Některé, ty usazené v džungli, zůstaly na úrovni lovců a sběračů (Aetové, Ilongoti, Mangyanové), jiné byly válečnické (Isnegové, Kalingové), v jiných se rozvinula vláda bohatých členů, příbřežní kmeny se pak soustředily na námořní obchod mezi jednotlivými filipínskými ostrovy. Právě tyto kmeny, užívající tradiční loďky balangay, byly nejdynamičtější a zprostředkovávaly kulturní novinky.
Mezi 4.–8. stoletím navázaly kontakt s Malajským poloostrovem a východní Asií. Oblast na Malajském poloostrově byla tehdy pod silným indickým kulturním vlivem a odtud se také na Filipíny rozšířil buddhismus a hinduismus. Pravděpodobně z Malajského poloostrova se na Filipíny dostalo i první písmo – kawi (v něm je napsán nejstarší známý text, datovaný k 21. dubnu 900). Typickým rysem filipínské prehistorie nicméně bylo, že se nevytvořil žádný větší centralizovaný stát, doloženy jsou jen menší státečky zvané barangay, ovládané lokálními vůdci.
Po 10. století se některé státy přece jen více rozvinuly, nejvýznamnějšími státními útvary před příchodem Evropanů byly království Maynila a Tondo, Suluský sultanát a konfederace Madyaas. Vůdci těchto států byli jak hinduisté, muslimové, tak vyznavači animistických kultů. Filipíny byly na prahu evropské kolonizace v 16. století mnohem roztříštěnějším územím než Indonésie či Malajsie. Poměrně archaickým rysem, na nějž první kolonisté narazili, byla též neexistence soukromého vlastnictví půdy.

## Španělská nadvláda

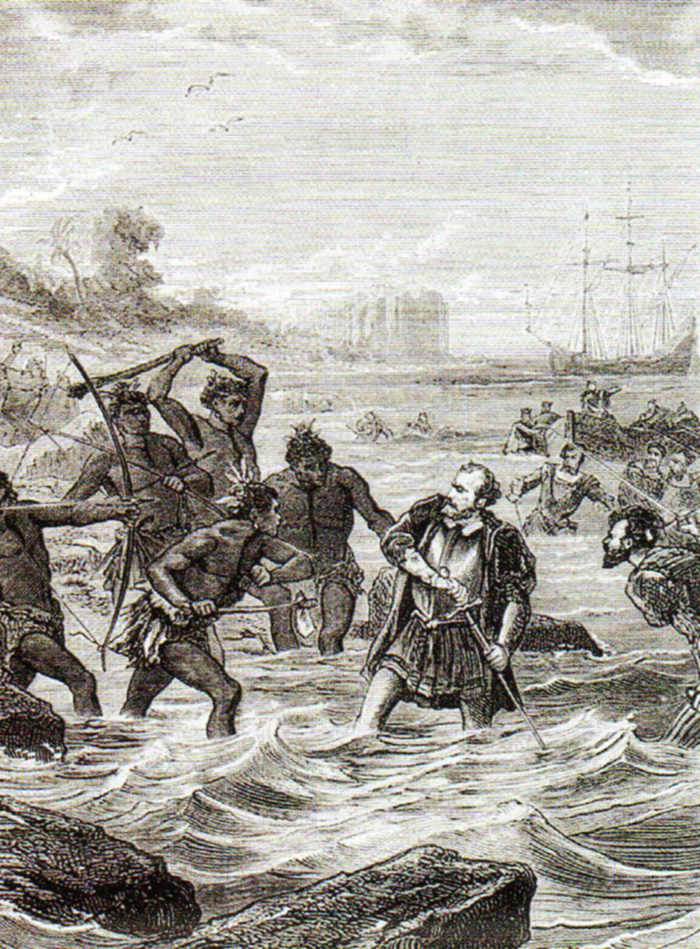
Zabití Magalhãese domorodci

Prvním Evropanem, který roku 1521 přistál u břehů Filipín, byl španělský objevitel portugalského původu Fernão de Magalhães. Prohlásil je državou španělského krále a dal jim název Ostrovy svatého Lazara (Islas de san Lázaro). Navázal velmi dobré vztahy s jedním z lokálních vládců, Humabonem, a ten na jeho počest konvertoval ke křesťanství. Humabon pak Magalhãese doprovázel na cestách po ostrovech a zprostředkovával kontakt s jinými místními vůdci. Nadějná diplomacie však vzala za své, když byl Magalhães zabit náčelníkem ostrova Mactan zvaným Lapu-Lapu.
Španělé pak vyslali další výpravy, které se s vyjednáváním již zdaleka tolik nezdržovaly a byly značně kořistnické. Daly zemi i nový název, roku 1543 totiž Ruy Lopez de Villalobos pojmenoval dva objevené ostrovy (Samar a Leyte) Ostrovy Filipovými (Las Islas Filipinas), na počest španělského krále Filipa II. Časem se tento název přenesl na celé souostroví a ten Magalhãesův upadl v zapomnění.
Novou strategii přinesl roku 1565 Miguel López de Legazpi, který kořistnictví nahradil kolonizačním úsilím a založil na ostrově Cebu první evropskou základnu. Ta se stala opěrným bodem španělského tažení proti Portugalcům, kteří se v oblasti začali také realizovat. Španělé Portugalce vytlačili a oblast Filipín se tak vyznačuje takřka čistě španělským kolonizačním vlivem (do konce 19. století). Roku 1571 Španělé ostrovy plně ovládli a založili město Manilu. To bylo posléze prohlášeno hlavním městem tzv. Španělské Východní Indie. Poslední velký pokus domorodých vládců španělskou nadvládu setřást se odehrál v letech 1587–88 a byl neúspěšný. Jedinou oblastí, kde se Španělům nikdy nepodařilo získat moc, byl muslimy ovládaný ostrov Mindanao.
Španělská kolonizace se také vyznačovala silným christianizačním úsilím. Pokřesťanštění nenarazilo na výraznější odpor, patrně kvůli náboženské nehomogenitě před kolonizací. Španělé přivezli na ostrovy též kukuřici, ananas či kakaovník. Nezřídili nicméně v zemi svou obvyklou správní kolonizační jednotku – místokrálovství. Od roku 1565 až do roku 1821 byla země spravována z mexického Acapulca. Za účelem obchodního i jiného spojení Manily a Acapulca byly stavěny na svou dobu obrovské lodě známé jako „manilské galeony“. Španělům Manila sloužila i jako základna pro obchod s Čínou a Japonskem (jinou v oblasti neměli, v jihovýchodní Asii se uplatňovali hlavně Portugalci, Nizozemci a posléze Britové). Nizozemci se pokusili roku 1646 Filipíny dobýt, ale neúspěšně. Britský pokus z roku 1762 byl již úspěšnější, Manila byla Brity dva roky okupována, ale dohody obou zemí ji vrátily do španělských rukou (za což zaplatili zejména místní Číňané, které Španělé označili po znovuovládnutí ostrovů za britské kolaboranty). Nicméně sami Španělé kolonizaci Filipín často hodnotili jako neúspěšnou, kolonie byla nevýdělečná a Španělé dokonce uvažovali o odchodu. K němu ale nedošlo.
Problémy s kolonií vedly k tomu, že se Španělé museli začít věnovat jejímu rozvoji. Ve 2. polovině 19. století se odhodlali k některým modernizačním pokusům – začala velkorysá výstavba železnice, roku 1851 byla založena první banka, záhy vznikla místní měna (filipínské peso), roku 1863 zavedli Španělé na Filipínách bezplatné školství (vyučování probíhalo ovšem jen ve španělštině). To na filipínskou společnost mělo značný vliv, první generaci filipínských vzdělanců se říkalo „illustrados“. (Právě ona začala ovšem formulovat první nacionalistické a protikolonialistické ideje). Podle většiny historiků reformy z druhé poloviny 19. století udělaly z Filipín druhou nejbohatší a nejlépe fungující zemi regionu, hned za Japonskem.

## Revoluce a válka

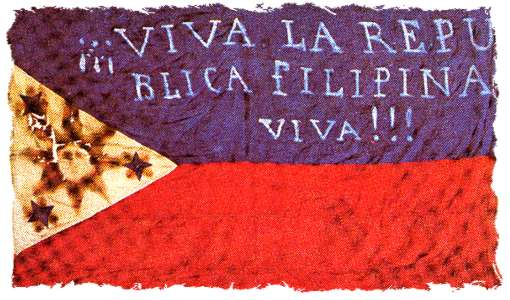
Prapor filipínských revolucionářů z roku 1896

Navzdory rozvoji protišpanělské hnutí vzniklo a za jeho symbolický počátek je považována poprava tří kněží zvaných Gomburza (zkratka jejich jmen: Gomez, Burgos, Zamora) roku 1872. Hlavním vůdcem hnutí za nezávislost se stal José Rizal. Vzniklo též tajné odbojové hnutí Katipunan. Roku 1896 se nacionální síly odhodlaly k otevřené konfrontaci. José Rizal se spiknutí neúčastnil a nevěděl o něm, nicméně španělské úřady ho jako nejznámějšího rebela zatkly a popravily. Tím z něj učinily silný symbol, dodnes je na Filipínách uctíván jako největší národní hrdina. Do čela reálně probíhající revoluce se postavil generál Francisco Makabulos.
Do průběhu revoluce zasáhla roku 1898 španělsko-americká válka. Američané, snažící se Španěly oslabit, filipínský odboj podpořili. Povstalci záhy ovládli ostrov Luzon a 12. června 1898 vyhlásili republiku (ve filipínské historiografii známou jako První republika). Filipíny se tak staly, byť jen na chvíli, první demokracií v Asii. Nakonec ale došlo k roztržce mezi filipínskými nacionalisty a Američany. Stalo se to již roku 1898, kdy Američané definitivně vyrvali ze španělských rukou Manilu a nepředali jí místním. Vzápětí vyvolalo filipínské rozhořčení, když jejich delegát nebyl přizván na mírová jednání v Paříži. Definitivní rozčarování pak Filipínci zažili, když Američané území anektovali (přesněji řečeno v Paříži dohodli jeho odkup od Španělů za 20 milionů dolarů). Filipínci pochopili, že namísto nezávislosti byl jeden kolonialismus vystřídán druhým, americkým. Známé zdůvodnění amerického prezidenta Williama McKinleyho, že Filipínce je potřeba před udělením svobody nejprve „civilizovat a christianizovat“ (ačkoli šlo o společnost plně christianizovanou a jednu z nejrozvinutějších v Asii), vyvolalo silnou kritiku i v samotných Spojených státech.
Filipínci se ovšem s pouhou kritikou nespokojili a zahájili proti Američanům ozbrojený boj. Válka trvala čtrnáct let (1899–1913), byť se filipínská vláda musela uchýlit do exilu (v Hongkongu) a po roce 1901 přejít na válku partyzánskou. Američany stála válka 4200 životů, Filipínce nejméně milion (z toho 200 000 připadlo na epidemii cholery v závěru války).

## Americká a japonská nadvláda
Američané nabídli Filipínám některé výhody a vymoženosti, v podstatě jako by byly novým státem unie. Především jim otevřeli svůj trh, a tak již roku 1920 tvořil vývoz do USA 66 procent veškerého filipínského exportu, čímž si Američané naklonili obchodnickou vrstvu společnosti. Bylo též zavedeno veřejné zdravotnictví, díky čemuž prudce poklesla úmrtnost. Politická elita se však touhy po nezávislosti nikdy nezřekla, především předseda senátu Manuel Quezon ji nikdy nepřestal artikulovat. Američané přitom tvrdili, že nezávislost je i jejich cíl, jen je nutno ji odsunout. Nebyla to jen taktika. Ve Spojených státech sílily hlasy, které proti postavení Filipín protestovaly - především americkým cukrovarníkům vadilo, že čelí levným dovozům svých filipínských konkurentů. Stejně tak americké odbory brojily proti příchodu filipínských pracovníků. Tyto hlasy zesílily po vypuknutí velké hospodářské krize roku 1929. Roku 1935 Američané tedy změnili status Filipín. Posunuli je do pozice, která odpovídala členům britského commonwealthu a zároveň stanovili pevné datum, do kdy získají plnou nezávislost - 4. července 1946. Quezon získal post prezidenta.
V roce 1941, deset hodin po útoku na americkou pacifickou základnu Pearl Harbor, Japonci napadli i Filipíny. Americko-filipínské jednotky pod velením Douglase MacArthura se ihned musely stáhnout na poloostrov Bataan a ostrov Corregidor. V lednu 1942 ztratily Manilu, v dubnu kapitulovaly na Bataanu, v květnu i na Corregidoru. 80 000 vojáků padlo do zajetí, načež je čekal neblaze proslulý bataanský pochod smrti, během nějž 11 500 z nich zahynulo. Quezon odletěl do Spojených států, kde ustavil exilovou vládu. McArthur přesunul svůj štáb do Austrálie.

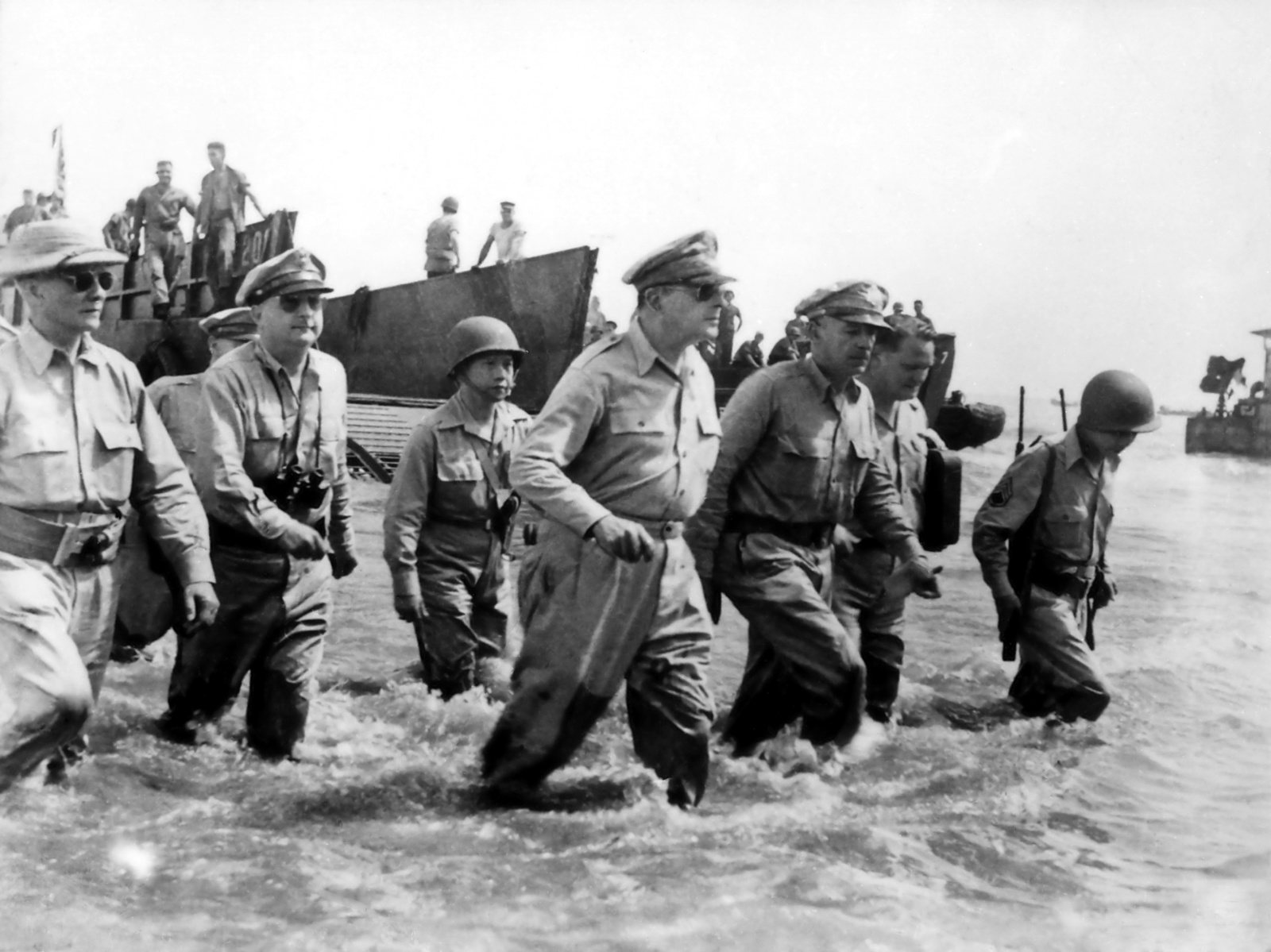
Generál MacArthur a prezident Osmeña vstupují na břeh ostrova Leyte, 20. října 1944

Japonci se na okupovaných územích snažili vybudit nacionalismus namířený proti starým koloniálním pánům. Na Filipínách nechali vyhlásit republiku a do jejího čela postavili José P. Laurela. Filipínci to ale neakceptovali, chápali dobře, že republika je jen loutkovým státem a vedli po celou válku tuhý odboj partyzánského charakteru. Na konci války díky němu Japonci kontrolovali jen dvanáct ze 42 filipínských provincií. Některé odbojové skupiny si ovšem osvojily komunistickou ideologii a po válce se staly nebezpečné i filipínské vládě, k takovým patřila zejména skupina Hukbalahap, která operovala na Luzonu.
V říjnu 1944 se na Filipínách vylodili Američané. Boje o Filipíny trvaly až do úplného konce války a Filipínci za ně zaplatili statisíci mrtvých. Celkem Filipíny za války přišly asi o milion lidí. Navíc hlavní město Manila bylo po konci bojů v troskách.

## Nezávislost
Američané dodrželi předválečný závazek a 4. července 1946 získaly Filipíny nezávislost, byť ekonomická závislost na Spojených státech byla evidentní. A nejen ekonomická - Filipíny se zavázaly poskytovat Američanům 99 let své vojenské základny. To se nelíbilo komunistické guerille Hukbalahap a centrální vláda měla s jejím povstáním potíže až do roku 1954, kdy partyzáni konečně kapitulovali. Bojem proti partyzánům si získal velkou popularitu ministr obrany Ramon Magsaysay. Vynesla mu roku 1953 vítězství v prezidentských volbách. Magsaysay poté sáhl k razantním reformám, z nichž nejvýznamnější byla pozemková reforma. Ta měla primárně přidělit půdu nemajetným rolníkům, avšak skrýval se v ní i náboženský útok - reforma měla přesunout katolíky ze severu na jih a rozředit tak tamější muslimskou majoritu. To zvýšilo náboženské napětí.
Magsaysayovi reforma zajistila mimořádné politické postavení. Nestihl ho však plně využít, roku 1957 zahynul při leteckém neštěstí. Jeho nástupce Carlos P. Garcia poněkud oslabil vazbu na USA a vymohl si i návrat některých vojenských základen.
V 60. letech začala Indonésie prosazovat sjednocení Filipín, Indonésie a Malajsie do jednoho státního celku. Na Filipínách tento projekt podporoval prezident Diosdado Macapagal, ale po sporech mezi Indonésií a nově vznikající Malajsií projekt padl a s ním i kredit Macapagala. Ve volbách roku 1965 ho tak porazil Ferdinand Marcos.

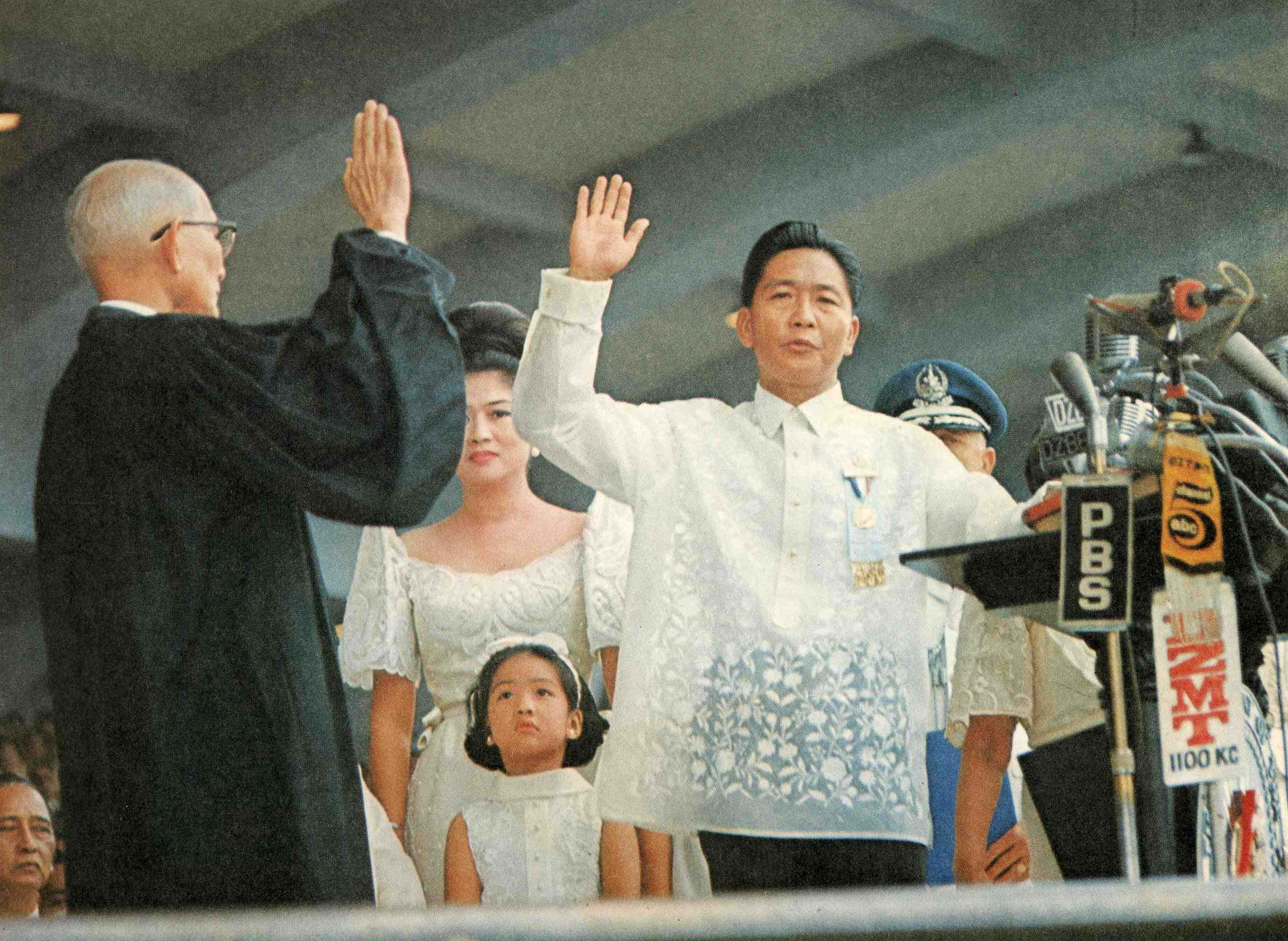
Ferdinand Marcos skládá prezidentskou přísahu po svém znovuzvolení, 30. prosince 1969

Marcos byl zpočátku velmi úspěšným prezidentem. Započal masivní výstavbu silnic a škol a dokázal vybrat mnohem více daní než jeho předchůdci. Díky tomu se roku 1969 stal prvním filipínským prezidentem, kterého Filipínci zvolili na druhé funkční období. V něm ale počal čelit dvěma zásadním nebezpečím. Jednak posilování komunistické strany (jež nesla název Nová lidová strana) a separatistickému muslimskému hnutí na Mindanau. Marcos se tak rozhodl pro diktaturu. Spouštěčem byl teroristický bombový útok během zasedání senátu roku 1971. Protesty sice Marcose donutily demokracii nakrátko obnovit, ale od 23. září 1972, kdy vyhlásil stanné právo, fungovala diktatura nepřetržitě po příštích čtrnáct let, přestože v roce 1981 bylo stanné právo zrušeno. Marcosův politický konec začal roku 1983. Tehdy byl po příletu z exilu na letišti v Manile zavražděn opoziční politik Benigno Aquino ml. Následná vlna protestů přiměla Marcose vyhlásit nové prezidentské volby, kterými chtěl upevnit svou legitimitu (zmanipulované volby pořádal již předtím). Postavila se proti němu vdova po zavražděném, Corazon Aquinová. I tentokrát Marcosem kontrolovaná volební komise prohlásila vítězem voleb jeho, opoziční orgány však prohlásily za vítěze Aquinovou. Když vítězství Marcose odmítli uznat i někteří z jeho ministrů a ulice filipínských měst zaplnily tisíce protestujících, odešel Marcos do exilu. Prezidentkou se roku 1986 stala Aquinová a filipínská demokracie chytla druhý dech.
Jedním z kroků Aquinové bylo, že Mindanao získalo autonomii. To dráždilo armádu, která se pokusila o šest pučů, ale demokracie, byť zmítaná ekonomickými problémy, přežila. Vyrovnávat se však musela a musí i s tím, že na konci 90. let muslimové na jihu, navzdory autonomii, obnovily boj za odtržení.